# He Yingqiang
He Yingqiang   (Yunan, 25 de setembre de 1965) és un aixecador de peses xinès, ja retirat, que va competir durant les dècades de 1980 i 1990.
El 1988 va prendre part en els Jocs Olímpics d'Estiu de Seül, on va guanyar la medalla de plata en la categoria del pes gall del programa d'halterofília. Quatre anys més tard, als Jocs de Barcelona, guanyà la medalla de bronze en la categoria del pes ploma.
En el seu palmarès també destaquen cinc medalles al Campionat del món d'halterofília, dues de plata i tres de bronze entre les edicions de 1985 i 1991, així com dues medalles d'or als Jocs Asiàtics, el 1986 i 1990.